# Irmelin (Delius)

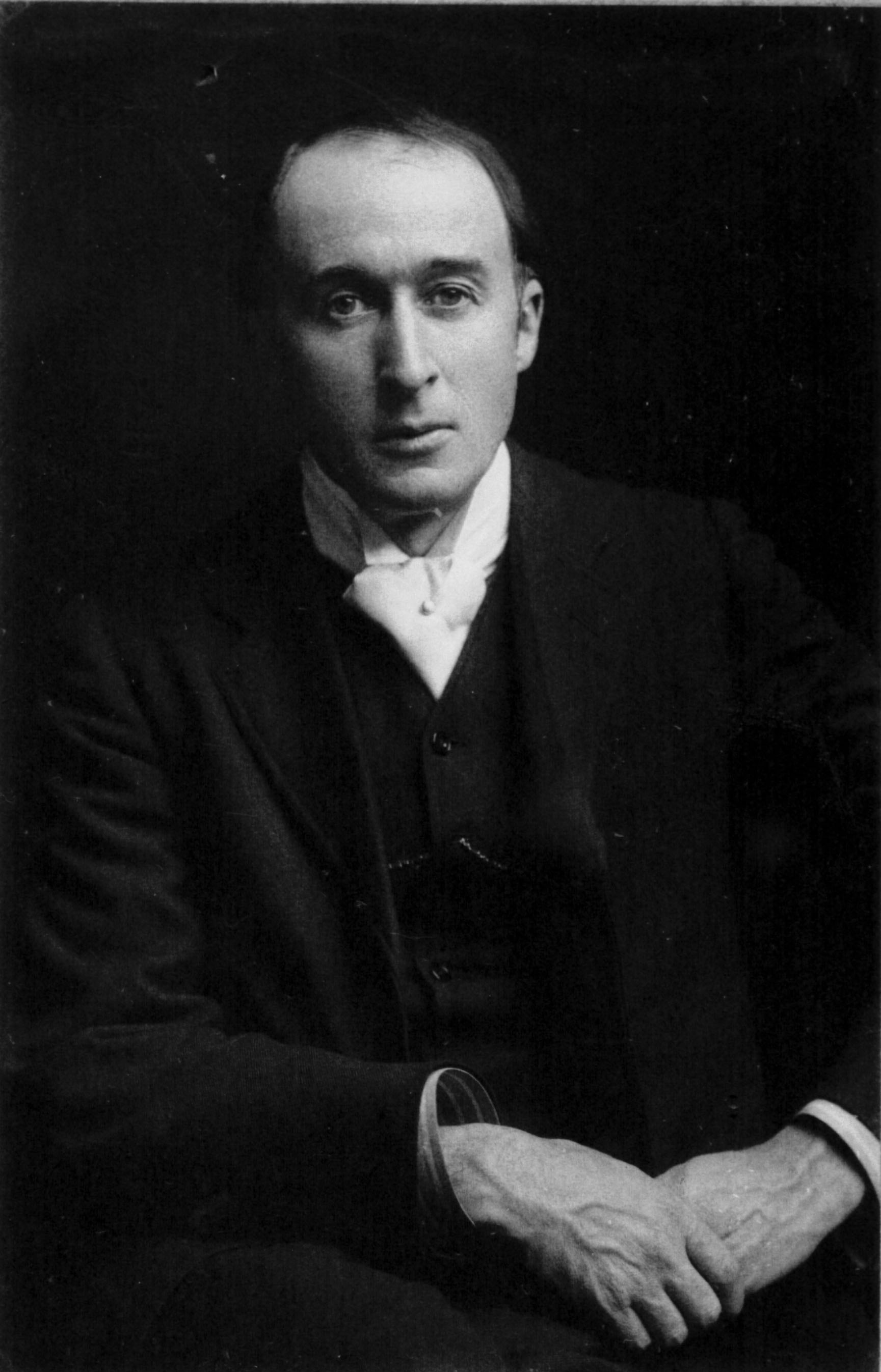
Frederick Delius.

Irmelin är en engelsk opera i tre akter med musik och libretto av Frederick Delius. Texten bygger på sagan om prinsessan Irmelin, samt sagan om Prinsessan och Svinaherden av H.C. Andersen.

## Historia
Irmelin var den första och längsta av Delius operor. Han hade övervägt en mängd ämnen innan han bestämde sig för den medeltida sagan om prinsessan Irmelin. Efter att ha misslyckat med att bestämma en librettist skrev han texten själv. Det färdiga resultatet intresserade dirigenten vid Opéra Comique i Paris, André Messager men verket nådde aldrig dit trots att den franske tonsättaren Florent Schmitt fick i uppdrag av Delius att förbereda sångstämmorna. Operan hade premiär 4 maj 1953 på New Theatre i Oxford.
Irmelin var en i raden av sena 1800-talsverk som sysselsatte sig med medeltiden såsom den utformades av prerafaeliterna inom konsten och i musiken av sådana verk som Edward Elgars kantat The Black Knight, Claude Debussys opera Pelléas et Mélisande och Arnold Schönbergs väldiga kantat Gurre-Lieder. Berättelsen om ung, oskuldsfull försakelse av världen för kärlekens skull är karaktäristisk för Delius och musiken förstärker helheten trots det stela librettot. Personteckningarna av de tre friarna är mycket tacksamt operamässigt sett.

## Personer
- Prinsessan Irmelin (sopran)
- Nils, prins förklädd till svinaherde (tenor)
- Kungen (bas)
- Rolf (baryton)
- Rövare, riddare, gäster, skogsnymfer (kör)

## Handling

### Akt I
Prinsessan Irmelin sitter i sitt rum på slottet. Hon har precis avvisat de tre senaste i en lång rad av ädla friare; en ung, en gammal och en medelålders vilka hennes fader kungen hade föreslagit. Hon väntar på sin "drömprins" medan kungen hotar med att tvinga henne att gifta sig. 

### Akt II
Prinsen Nils har förklätt sig till svinaherde och tagit tjänst hos en äldre rövare vid namn Rolf. Nils beklagar sitt misslyckande att följa silverfloden som skulle ha lett honom till sin drömprinsessa. Rolf låter honom gå men uppmuntrar de kvinnliga rövarna att förföra Nils. De misslyckas och Nils finner floden och letar efter källan.

### Akt III
Sex månader senare har den otröstliga Irmelin tvingats förlova sig med en gammal riddare. Nils anländer och han och Irmelin känner ögonblickligen igen varandra som sina drömpartners. De förklarar varandra sin kärlek och ger sig iväg tillsammans genom skogen.